# Kunie Kitamoto
Kunie Kitamoto (jap. 北本 久仁衛 Kitamoto Kunie; ur. 18 września 1981) – japoński piłkarz występujący na pozycji obrońcy. Obecnie występuje w Vissel Kobe.

## Kariera klubowa
Od 2000 roku występował w klubie Vissel Kobe.